# City-Klasse
Die City-Klasse, auch als Type 26 bezeichnet, ist eine im Bau befindliche Fregatten-Klasse der britischen Royal Navy. Die geplanten acht Schiffe sollen ab Mitte der 2020er Jahre in Dienst gestellt werden. Sie werden auf der BAE-Systems-Werft in Govan, Glasgow, gebaut.
Die ersten Exportkunden sind Australien, wo der „Type 26“ als Hunter-Klasse bezeichnet wird, gefolgt von Kanada, das die Schiffe der River-Klasse als Zerstörer klassifiziert.

## Geschichte
Der Type 26 war ein Ergebnis des Projekts Future Surface Combatant. Der Auftrag für das drei Einheiten umfassende erste Baulos wurde im Juli 2017 erteilt und der offizielle Baubeginn erfolgte am 20. Juli 2017. Das zweite Los über weitere fünf Rümpfe wurde Ende 2022 beauftragt. Im Mai 2023 wurde bekannt, dass die in Bau befindliche Glasgow durch einen mutmaßlichen Sabotageanschlag beschädigt worden war, hierbei waren 60 Kabelverbindungen an Bord des Schiffes zertrennt worden.

## Technik
Geplant ist, die Schiffe mit dem Luftverteidigungssystem kurzer bis mittlerer Reichweite Sea Ceptor auszurüsten.

## Einheiten
Der Heimathafen aller Fregatten der Klasse ist Devonport. Die ersten drei Einheiten sind nach den größten Städten der drei kleineren Gliedstaaten des Vereinigten Königreichs benannt.
| Kennung | Name    | Stapellauf       | Indienststellung | Heimathafen | Verbleib |
| ------- | ------- | ---------------- | ---------------- | ----------- | -------- |
| F88     | Glasgow | 2. Dezember 2022 |                  |             | in Bau   |
| F89     | Cardiff | September 2024   |                  |             | in Bau   |
| F90     | Belfast |                  |                  |             | in Bau   |

Die Einheiten des zweiten Loses sind neben der Hauptstadt Schottlands nach englischen Städten benannt.
| Kennung | Name       | Stapellauf | Indienststellung | Heimathafen | Verbleib |
| ------- | ---------- | ---------- | ---------------- | ----------- | -------- |
| F91     | Birmingham |            |                  |             | in Bau   |
| F92     | Sheffield  |            |                  |             | in Bau   |
| F93     | Newcastle  |            |                  |             | geplant  |
| F94     | Edinburgh  |            |                  |             | geplant  |
| F95     | London     |            |                  |             | geplant  |